# مدرسة ضباط الصف بجيش الجو (تونس)
مدرسة ضباط الصف بجيش البر (بالفرنسية: École des sous-officiers de l'armée de l'air) هي مؤسسة عمومية تونسية للتدريب العسكري مسؤولة عن تكوين طلبة ضباط الصف من القوات الجوية التونسية،الاتجاهات والهيئات المركزية لوزارة الدفاع، في توفير معرفتهم والمهارات الأساسية، مما يتيح لهم الاندماج في الحياة العسكرية.

## مقالات ذات صلة
- الجيش الوطني التونسي
- وزارة الدفاع الوطني (تونس)

## روابط خارجية
- (بالفرنسية) مدرسة ضباط الصف بجيش الجو نسخة محفوظة 28 يونيو 2013 على موقع واي باك مشين. على الموقع الرسمي لوزارة الدفاع الوطني